# سانت جونز وود (محطة مترو أنفاق لندن)
سانت جونز وود (بالإنجليزية: St. John's Wood)‏ هي إحدى محطات مترو أنفاق لندن. تقع على خط جوبيلي أفتتحت في المنطقة (Zone) رقم 2 أفتتحت في 20 نوفمبر 1939. 